# (29458) Pearson
(29458) Pearson est un astéroïde de la ceinture principale.

## Description
(29458) Pearson est un astéroïde de la ceinture principale. Il fut découvert le 30 septembre 1997 à Prescott (Arizona) par Paul G. Comba. Il présente une orbite caractérisée par un demi-grand axe de 2,42 UA, une excentricité de 0,22 et une inclinaison de 2,7° par rapport à l'écliptique.

## Compléments